# Maldiverne ved sommer-OL 2012
Maldiverne deltog ved Sommer-OL 2012 i London som blev arrangeret i perioden 27. juli til 12. august 2012.
Landet deltog i atletik, badminton og svømning, men fik ingen medaljer. Atleten Azneem Ahmed løb 100 meter på 10,79 sekunder, hvad der var national rekord, og gik videre til kvartfinalen, men endte der på en ottendeplads og kom ikke videre.

## Medaljer
| 2012 London | Guld | Sølv | Bronze | Total |
| Maldiverne  | 0    | 0    | 0      | 0     |